# Верхнекемское сельское поселение

В 2013 году Верхнекемское и Нижнекемское сельские поселения были объединены в Кемское СП

Верхнекемское сельское поселение — сельское поселение, существовавшее в составе Никольского района Вологодской области до 1 апреля 2013 года.
Центр — посёлок Борок.
Население по данным переписи 2010 года — 1313 человек, оценка на 1 января 2012 года — 1230 человек.

## История
В 1999 году был утверждён список населённых пунктов Вологодской области. Согласно этому списку в Верхнекемский сельсовет входили 19 населённых пунктов.
В 2000 году были упразднены деревни Павлово, Олово, Аридово, Дубровка.
1 января 2006 года в соответствии с Федеральным законом № 131 «Об общих принципах организации местного самоуправления в Российской Федерации» образовано Верхнекемское сельское поселение, в состав которого вошёл Верхнекемский сельсовет.
1 апреля 2013 года Верхнекемское сельское поселение было объединено с Нижнекемским сельским поселением в Кемское сельское поселение.

## География
Располагалось на западе района. Граничило:
- на юге с Нижнекемским сельским поселением,
- на востоке с Полежаевским и Нигинским сельскими поселениями,
- на севере с Вахневским сельским поселением и Подболотным сельским поселением Бабушкинского района,
- на западе с Рослятинским сельским поселением Бабушкинского района.

## Населённые пункты
В состав сельского поселения входили 15 населённых пунктов, в том числе
11 деревень,
3 посёлка,
1 село.
| Населённый пункт       | ОКАТО          | Рег. номер | Расстояние до районного центра, км | Расстояние до центра поселения, км | Индекс | Координаты                      |
| ---------------------- | -------------- | ---------- | ---------------------------------- | ---------------------------------- | ------ | ------------------------------- |
| посёлок Борок          | 19 234 816 001 | 4915       | 50                                 | —                                  | 161446 | 59°30′06″ с. ш. 44°45′48″ в. д. |
| село Верхняя Кема      | 19 234 816 003 | 4917       | 62,5                               | 12,5                               | 161447 | 59°36′19″ с. ш. 44°41′47″ в. д. |
| деревня Верховино      | 19 234 816 004 | 4918       | 56                                 | 6                                  | 161447 | 59°33′03″ с. ш. 44°42′25″ в. д. |
| деревня Веселый Пахарь | 19 234 816 005 | 4919       | 66                                 | 16                                 | 161447 | 59°35′47″ с. ш. 44°45′38″ в. д. |
| деревня Всемирская     | 19 234 816 006 | 4920       | 69                                 | 19                                 | 161447 | 59°35′08″ с. ш. 44°34′07″ в. д. |
| деревня Демино         | 19 234 816 007 | 4921       | 51,5                               | 1,5                                | 161446 | 59°29′57″ с. ш. 44°43′45″ в. д. |
| деревня Костенево      | 19 234 816 009 | 4923       | 67                                 | 17                                 | 161446 | 59°37′57″ с. ш. 44°39′07″ в. д. |
| деревня Костылево      | 19 234 816 010 | 4924       | 64                                 | 14                                 | 161447 | 59°37′18″ с. ш. 44°42′19″ в. д. |
| деревня Красавино      | 19 234 816 011 | 4925       | 70                                 | 20                                 | 161447 | 59°36′08″ с. ш. 44°35′41″ в. д. |
| посёлок Лантюг         | 19 234 816 012 | 4926       | 82                                 | 32                                 | 161446 | 59°41′39″ с. ш. 44°45′28″ в. д. |
| посёлок Макаровский    | 19 234 816 013 | 4927       | 65                                 | 15                                 | 161447 | 59°32′13″ с. ш. 44°34′21″ в. д. |
| деревня Падерино       | 19 234 816 016 | 4930       | 66                                 | 16                                 | 161447 | 59°37′14″ с. ш. 44°39′09″ в. д. |
| деревня Савино         | 19 234 816 017 | 4931       | 69,5                               | 19,5                               | 161447 | 59°34′25″ с. ш. 44°35′20″ в. д. |
| деревня Серпово        | 19 234 816 018 | 4932       | 56,5                               | 6,5                                | 161446 | 59°29′19″ с. ш. 44°39′10″ в. д. |
| деревня Старина        | 19 234 816 019 | 4933       | 62                                 | 12                                 | 161446 | 59°35′53″ с. ш. 44°41′28″ в. д. |

Населённые пункты, упразднённые 1.02.2000:
| Населённый пункт | ОКАТО          | Рег. номер | Расстояние до районного центра, км | Расстояние до центра поселения, км |
| ---------------- | -------------- | ---------- | ---------------------------------- | ---------------------------------- |
| деревня Аридово  | 19 234 816 002 | 4916       |                                    |                                    |
| деревня Дубровка | 19 234 816 008 | 4922       | 66                                 | 16                                 |
| деревня Олово    | 19 234 816 014 | 4928       | 73                                 | 23                                 |
| деревня Павлово  | 19 234 816 015 | 4929       | 72                                 | 22                                 |